# Helen Clarke
Helen Margaret Clarke z domu Shearer (ur. 16 kwietnia 1971 w Auckland) – nowozelandzka hokeistka na trawie, bramkarka.

## Biografia
W latach 1991–2004 wystąpiła w 166 meczach reprezentacji narodowej. Uczestniczyła w trzech igrzyskach olimpijskich (Barcelona 1992, Sydney 2000, Ateny 2004), dwóch edycjach mistrzostw świata (1998, 2002), dwóch Igrzyskach Wspólnoty Narodów (1998, 2002) oraz czterokrotnie w prestiżowym turnieju Champions Trophy (1999, 2000, 2002, 2004).
Zakończyła karierę zawodniczą po olimpiadzie w Atenach w 2004. W tym samym roku odznaczona Nowozelandzkim Orderem Zasługi V klasy.